# 森岡周
森岡　周（もりおか しゅう、1971年3月20日 - ）は、日本の医学者。畿央大学教授。博士（医学）。資格は理学療法士。専門は理学療法学、リハビリテーション、神経科学、ニューロリハビリテーション。一般社団法人日本神経理学療法学会副理事長。一般社団法人日本ペインリハビリテーション学会監事。

## 経歴
- 1989年3月 - 高知県立高知追手前高等学校 卒業
- 1992年3月 - 高知医療学院理学療法学科 卒業
- 1992年4月 - 近森リハビリテーション病院 理学療法士
- 1995年4月 - 高知医療学院 専任講師
- 1997年3月 - 佛教大学社会学部 卒業
- 1997年4月 - Centre Hospitalier Sainte Anne(Paris, France) 留学
- 2001年3月 - 高知大学大学院 教育学研究科 修了 修士（教育学）
- 2004年3月 - 高知医科大学大学院 医学系研究科 修了 博士（医学）論文の題は「Perceptual learning of foot sole using hardness discrimination task effectively improves standing posture balance(硬度弁別課題を用いた足底部の知覚学習は立位平衡を効果的に改善させる) 」[1]。
- 2004年4月 - 畿央大学健康科学部 専任講師
- 2005年4月 - 畿央大学健康科学部 助教授
- 2007年4月 - 畿央大学健康科学部 教授
- 2007年4月 - 畿央大学大学院 健康科学研究科 主任・教授
- 2013年4月 - 畿央大学ニューロリハビリテーション研究センター センター長
- 2014年4月 - 首都大学東京（現・東京都立大学）人間健康科学研究科 客員教授

## 主要著作
- 『リハビリテーションのための脳・神経科学入門』 協同医書出版社　2005
- 『リハビリテーションのための認知神経科学入門』 協同医書出版社  2006
- 『脳を学ぶ‐「ひと」がわかる生物学‐』協同医書出版社 2007
- 『身体運動学‐知覚・認知からのメッセージ‐』樋口貴広 共著 三輪書店 2008
- 『理学療法MOOK 脳科学と理学療法』大西秀明 森岡　周　編集　三輪書店 2009
- 『脳を学ぶ（2）写真家 古谷千佳子さんとの対話』協同医書出版社 2010
- 『機能障害科学入門』沖田 実 松原貴子 森岡　周 共著 神稜文庫 2010
- 『ペインリハビリテーション』松原貴子 沖田　実 森岡　周 共著 三輪書店 2011
- 『脳を学ぶ(3) アンサンブル・グループ「ブーケ・デ・トン」との対話』協同医書出版社 2011
- 『イメージの科学‐リハビリテーションへの応用に向けて‐』森岡　周　松尾 篤 編集 三輪書店 2012
- 『リハビリテーションのための神経生物学入門』協同医書出版社 2013
- 『標準理学療法学 神経理学療法学』吉尾雅春 森岡　周 編集 医学書院 2013
- 『脳を学ぶ−「ひと」−とその社会がわかる生物学−』協同医書出版社 2014
- 『発達を学ぶ−人間発達学レクチャー−』協同医書出版社 2015
- 『リハビリテーションのための脳・神経科学入門（第２版）』協同医書出版社 2016
- 『コミュニケーションを学ぶ−ひとの共生の生物学−』協同医書出版社 2018
- 『身体性システムとリハビリテーションの科学2ー身体認知ー』近藤敏之 今水 寛 森岡　周 編集　東京大学出版会 2018
- 『高次脳機能の神経科学とニューロリハビリテーション』協同医書出版社 2020
- 『脳とこころから考えるペインリハビリテーション』杏林書院 2020